# Ференц Мольнар (футболіст, 1891)
Ференц Мольнар (угор. Molnár Ferenc, 8 квітня 1891, Ерд, Угорщина — ?) — угорський футболіст. По завершенні ігрової кар'єри — футбольний тренер.

## Життєпис
Більшу частину кар'єри провів у Італії. Був граючим тренером клубів «Спес Генуя», «Анконітана», «Верона» і «Олімпія» Фіуме.
Пізніше тренував багато італійських команд, хоча ніде не затримувався надовго. Серед них: «Казале», «Лаціо», «Новара», «Кальярі», «Фіорентіна», «Варезе», «Удінезе» та інші. Входив до тренерської ради клубу «Наполі». Наприкінці сезону 1941—1942 у кількох матчах керував командою «Амброзіана-Інтер». Протягом одного сезону тренував нідерландський клуб «Феєнорд».